# Julián Laguna
Julián Laguna (Colonia del Sacramento, Virreinato del Río de la Plata, 1782 - Buenos Aires, Argentina, octubre de 1835) fue un militar uruguayo, que participó en la Revolución oriental y en la Guerra del Brasil, así como en las guerras civiles de su país y contra los indígenas charrúas. Era hijo de Hermenegildo Laguna y Vera, estanciero en el Rincón de las Gallinas y Molles, y de Teodora Antonia Delgado-Melilla y Saa, criollos. Julián Laguna se había casado con Clara Martínez de Sosa y tuvieron cinco hijos.

## Biografía
Era un pequeño productor rural que, en 1811, fue de los primeros gauchos en pronunciarse a favor de la Revolución de Mayo – en lo que se conoce como el Grito de Asencio – a pesar de que la ciudad de Montevideo seguía firmemente en manos realistas. Luchó a órdenes de José Artigas en Las Piedras y participó en el sitio de Montevideo y en e Éxodo oriental. Más tarde pasó a órdenes de José Rondeau, para unirse tras la caída de Montevideo a las fuerzas federales, en las batallas de Marmarajá y Guayabos.
A fines de 1816 era jefe de un regimiento con sede en San José de Mayo. Tras la derrota de Fructuoso Rivera durante la invasión portuguesa desde Brasil, reunió sus fuerzas dispersas y enfrentó al frente de las mismas a los invasores. Cuando los portugueses ocuparon Montevideo, participó del sitio de esa ciudad, por lo cual – en represalia – los portugueses encarcelaron a su esposa. Fue uno de los jefes derrotados en la batalla de Tacuarembó, derrota definitiva de los artiguistas, a principios de 1820.
Siguiendo a Artigas, se refugió en la provincia de Entre Ríos; tras las derrotas del caudillo oriental frente a Francisco Ramírez, se unió a las fuerzas de este y de su sucesor, Lucio Norberto Mansilla.
Tras un breve paso por Buenos Aires, regresó a la Banda Oriental y – a órdenes de Rivera – proclamó la anexión de la Provincia Cisplatina al Imperio del Brasil en 1822. Vuelto a Entre Ríos, acompañó a Mansilla tras su descenso del poder, de regreso a Buenos Aires.
Tras el desembarco de los Treinta y Tres Orientales en tierra oriental, que dio comienzo a la Guerra del Brasil, se unió a las fuerzas independentistas y lanzó una proclama en Durazno y reunió cientos de gauchos, al frente de los cuales luchó en las batallas de Rincón y Sarandí. Fue ascendido al grado de coronel por el general Lavalleja y organizó un regimiento de caballería.
Fue comandante militar de Salto, con la especial misión de ayudar al paso del Ejército Argentino a territorio oriental. Ocupó la Isla Vizcaíno, principal base naval brasileña en el río Uruguay.
Fue el segundo jefe de la vanguardia – división formada por orientales – en la campaña ofensiva contra Río Grande del Sur. Al llegar al río Santa María en retirada, el ejército argentino se encontró que estaba demasiado crecido para cruzarlo; ante la pasividad del general Carlos María de Alvear, el coronel Laguna le exigió delante de casi todos los demás oficiales que retrocediera y enfrentara a los brasileños. El resultado fue la completa victoria argentina en la batalla de Ituzaingó, en la que el regimiento de Laguna tuvo un desempeño brillante.
Participó en la batalla de Camacuá y – tras el reemplazo de Alvear por Lavalleja como comandante en jefe, fue nombrado comandante de la vanguardia y participó en el batalla de Padre Filiberto.
Tras la proclamación de la independencia de la República Oriental del Uruguay, fue nombrado jefe del Estado Mayor del ejército uruguayo. En 1830 fue ministro de guerra, durante la presidencia interina de Rivera. Mientras ejercía ese cargo, acompañó a Rivera en su campaña contra los indígenas charrúas, incluida la matanza del Salsipuedes. 
En 1833 fue ascendido al grado de general, con el cargo de comandante militar del litoral del río Uruguay. Por poco tiempo, volvió a ser jefe de Estado Mayor del Ejército.
Era el candidato de Rivera para la presidencia, pero debido a la resistencia que le oponía Lavalleja, decidió atraerse a los partidarios de este haciendo elegir presidente a Manuel Oribe en 1835. Debido a esta frustración política y a problemas de salud, se exilió en Buenos Aires, donde falleció en octubre de ese año.